# 와카바야시역 (도쿄도)
와카바야시역(일본어: 若林駅, わかばやしえき)은 일본 도쿄도 세타가야구에 있는 도쿄 급행 전철의 역이다. 역 번호는 SG03이다.

## 역 구조
상대식 승강장 2면 2선의 지상역이다. 평일 아침 러시아워에는 상행 승강장에 담담원이 배치되어 운임 수수를 실시한다.
과거에는 상행 승강장의 산겐자야 방향 출입구에는 매점이 영업하고 있었다.

### 승강장
| 승강장 | 노선        | 방향 | 행선                        |
| ------ | ----------- | ---- | --------------------------- |
| 남     | 세타가야 선 | 하행 | 가미마치・시모타카이도 방면 |
| 북     | 세타가야 선 | 상행 | 산겐자야 방면               |

## 역 주변
- 경시청 소년 센터
- 세타가야 와카바야시욘 우편국
- 와카바야시이나리
- 와카바야시텐만구
- 도쿄 도도 제318호선
- 와카바야시 중앙 상가 조합
- 톱 와카바야시점 (슈퍼 마켓)

## 역사
- 1925년 1월 18일: 영업 개시.
- 1939년 10월 16일: 다마덴와카바야시역으로 역명 변경.
- 1969년 5월 1일: 와카바야시역으로 역명 변경.
- 2001년 2월 11일: 승강장 둑 증축 공사 실시.

## 인접역
| 도쿄 급행 전철 세타가야 선       | 도쿄 급행 전철 세타가야 선 | 도쿄 급행 전철 세타가야 선           |
| -------------------------------- | -------------------------- | ------------------------------------ |
| SG 02 니시타이시도 산겐자야 방면 |                            | 쇼인진자마에 SG 04 시모타카이도 방면 |